# لک ا له ترتو
لَک اَ لَه تُرتو (به انگلیسی: Lac-à-la-Tortue) یک شهرک در کانادا است که در استان کبک واقع شده‌است.